# Florenberg
Der Florenberg ist ein 382 m ü. NHN hoher Berg bei Künzell im hessischen Landkreis Fulda. Er ist benannt nach der Märtyrin Flora, der eine um 900 auf dem Berg errichtete Kirche geweiht wurde.

## Geographie
Der im Süden und Westen bewaldete Berg liegt in der Gemarkung von Pilgerzell im westlichen Vorland der Rhön südlich der Kernsiedlung von Künzell, umgeben von den Orten Pilgerzell im Osten, Edelzell im Westen und Engelhelms im Süden. Vom Berg hat man eine gute Aussicht über die Rhön, die Stadt Fulda und die Umgebung. Um und über den Florenberg führen Fahrradwege und verschiedene Wanderwege.

## Infrastruktur
Die Kreisstraße K 56 von Pilgerzell nach Edelzell passiert den Berg im Norden, die K55 von Pilgerzell nach Engelhelms passiert ihn im Süden. Die Gemeindestraße „Am Florenberg“ führt von Pilgerzell auf den Berg und von dort weiter nach Engelhelms.
Am Nordhang des Bergs befindet sich ein ausgedehnter Friedhof der Gemeinde Künzell.

## Geschichte

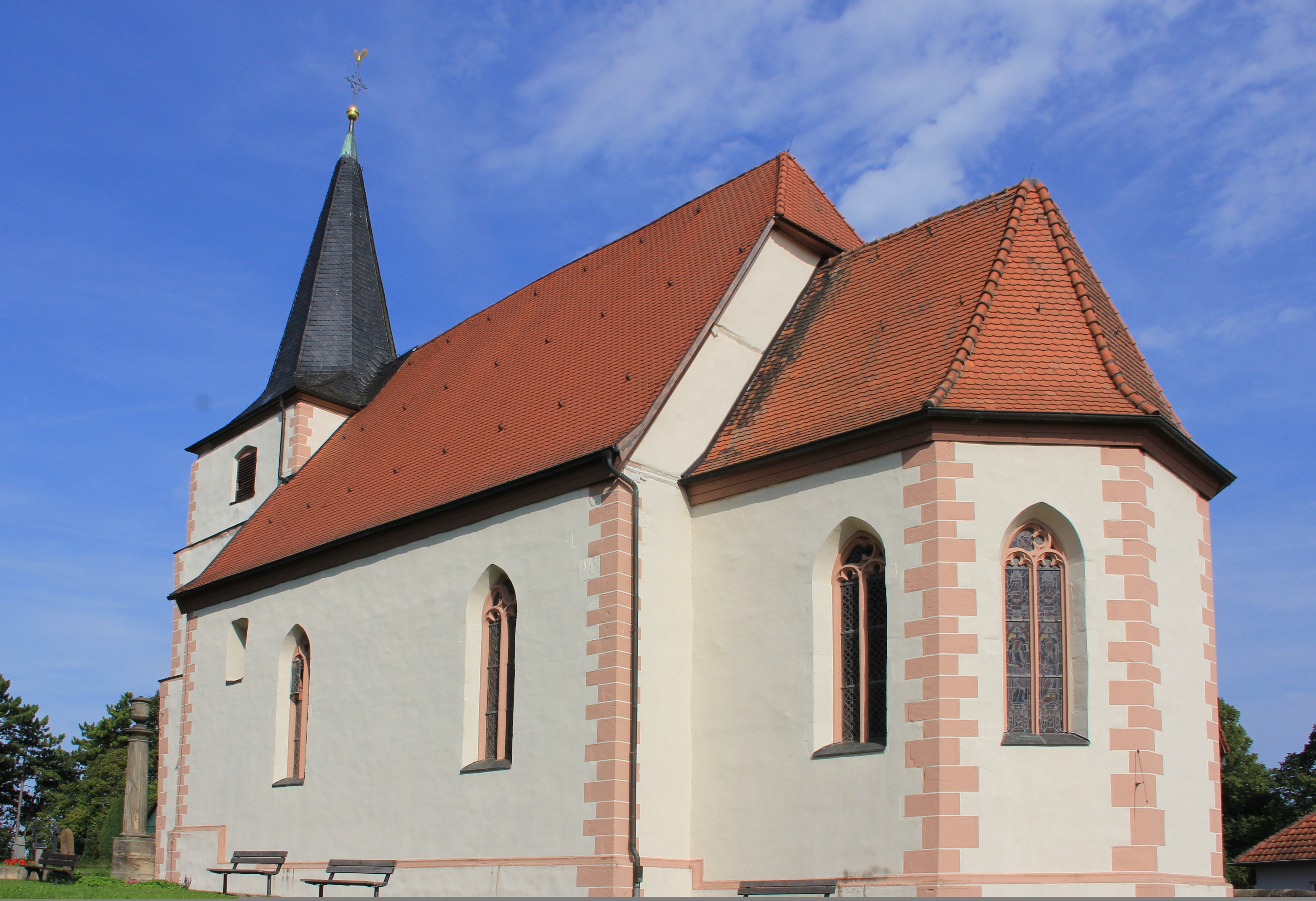
Kirche St. Flora und St. Kilian

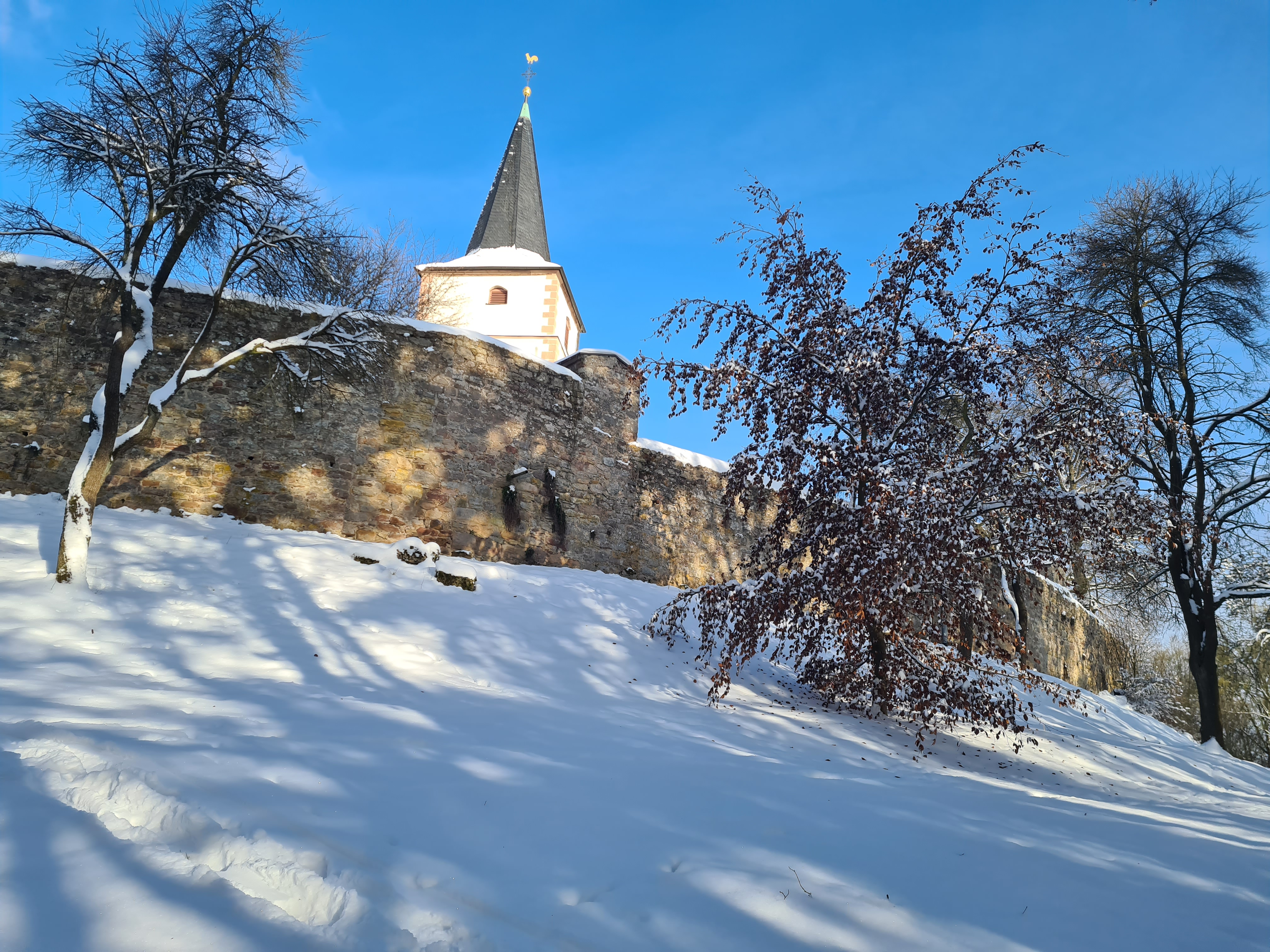
Florenbergkirche mit der Wehrmauer aus dem 10. Jahrhundert (Ansicht von Westen)

Auf dem Berggipfel stehen ein kleines historisches Häuserensemble, ein Gasthof und eine der hl. Flora und dem hl. Kilian geweihte, in den Jahren 1511–1515 erbaute einstige Wehrkirche, die mehrere Jahrhunderte lang das kirchliche Zentrum der Gegend war.
Die erste Kirche an dieser Stelle wurde um 900 vom Fuldaer Abt Huoggi (891–915) errichtet; sie war bereits der hl. Flora geweiht. Lucilla und Flora waren römische Sklavinnen, die unter Kaiser Galienus im 3. Jahrhundert um ihres christlichen Glaubens willen den Martertod erlitten. Die Verehrung der beiden Frauen setzt im 9. Jahrhundert ein, nachdem ihre Gebeine von Ostia nach Arezzo in die Badia delle Sante Flora e Lucilla gebracht wurden.
Die heutige Kirche ist bereits der vierte Bau an dieser Stelle. Sie ist in Ost-West-Richtung ausgerichtet; die Apsis mit dem Altarraum ist nach Osten hin, zur aufgehenden Sonne, ausgerichtet. Die noch erhaltene Wehrmauer stammt wohl vom Beginn des 10. Jahrhunderts und diente zum Schutz gegen die damals wiederholt einfallenden Magyaren. Im Jahr 915 kam es zu einem Überfall der Ungarn im Gebiet des ganzen Fuldaer Lands, welchem unter anderem die Klosteranlage auf dem Petersberg bei Fulda zum Opfer fiel. Der heutige Turm stammt noch von dem zweiten Bau, der 1362 dem dritten Bau wich und dessen Bauzeit unbekannt ist.
Das Patrozinium der hl. Flora ging auf dem Florenberg vorübergehend verloren. In einer Auseinandersetzung mit dem Bischof von Würzburg, zu dessen Bistum der Florenberg damals gehörte, setzte sich dieser beim Zeitpunkt des letzten Kirchenbaus (1509–1516) durch. An ihre Stelle trat der hl. Kilian, der Stadtpatron Würzburgs. Die Seitenaltäre der Florenbergkirche befinden sich seit 1805 in der Kirche; 1928 wurde am linken Seitenaltar eine Pieta aus dem 17. Jahrhundert aufgestellt.